# 索洛里奧山脈

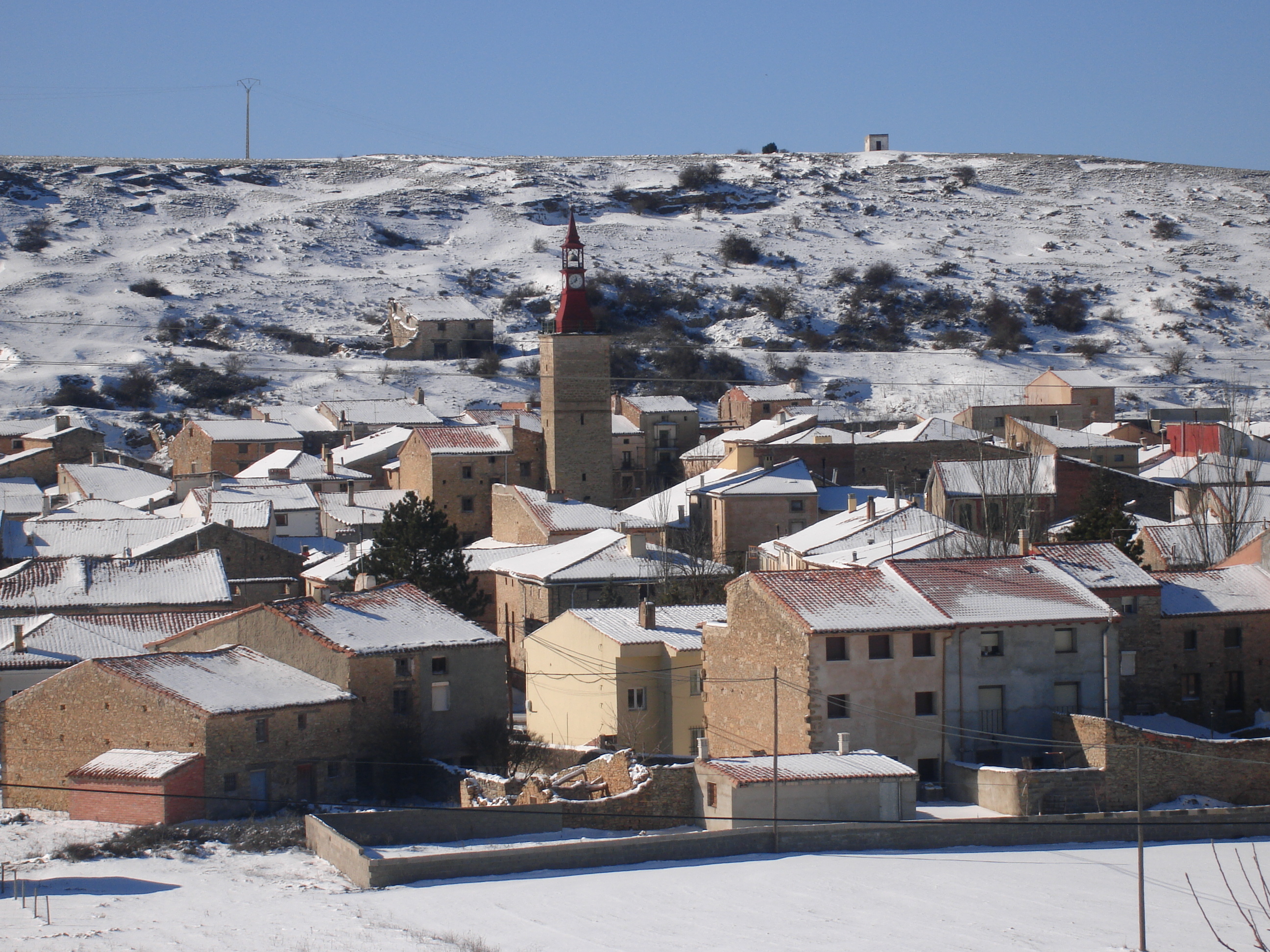

41°5′N 2°11′W / 41.083°N 2.183°W
索洛里奧山脈（西班牙語：Sierra de Solorio），是西班牙的山脈，橫跨阿拉貢自治區、卡斯提亞-拉曼查和卡斯蒂利亞-萊昂，屬於伊比利亞山脈的一部分，長54公里、寬18公里，最高點海拔高度1,366米。